# ベクトル・シンセシス

ベクトル・シンセシス方式
平面上の点の移動に応じて、4種の波形の混合比を変化させる

ベクトル・シンセシスはシンセサイザーに用いられる音声合成方式で、加算方式の一種。複数の波形を合わせ、そのバランスを時間軸に沿って変化させ新しい波形を合成する。

## 歴史
1980年、ドイツの楽器メーカーPPGがウェーブテーブル・シンセシスという音声合成方式を搭載したシンセサイザー(PPG Wavecomputer 340)を発表した。デジタル・ウェーブ・メモリに記録された複数の波形をエンベロープ・ジェネレータの出力値によって切り替えるシステムで、音色が劇的に変化するのが特徴である。
PPGの方式は時間と共に波形が切り替わるという、いわば1次元ベクトル・シンセシスのようなものであったが、1986年、シーケンシャル・サーキットからプロフェットVS（Prophet-VS ）という、ベクトルを2次元化したベクトル・シンセシス方式を搭載するシンセサイザーが発表された。デジタル・ウェーブ・メモリは4系統となり、X-Y軸方向に制御が可能なジョイスティック形式の制御方法を用いた、4系統の波形選択とミックスを同時に行いながら音色変化を得るということが可能なシステムとなっている。

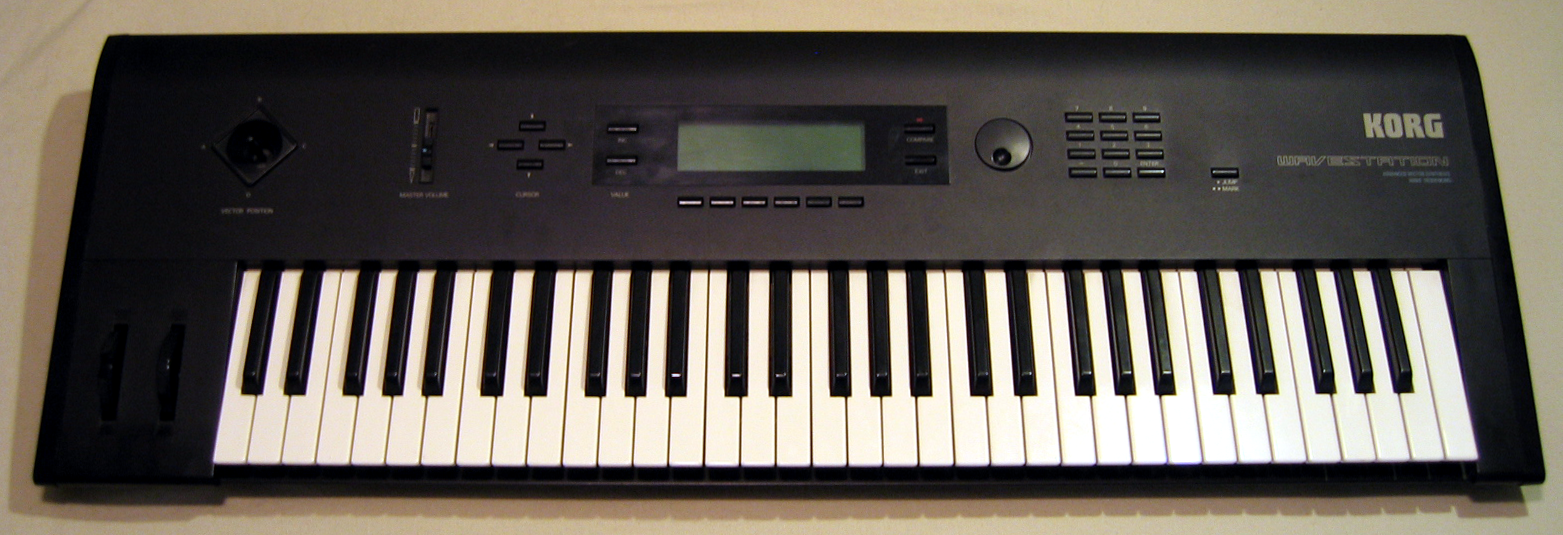
KORG WAVESTATION (1990)

1987年にシーケンシャル・サーキットがヤマハに売却された後、プロフェットVSを開発したスタッフの一部はコルグに移籍してWAVESTATIONを開発した。同機にもベクトル・シンセシス方式はav（advanced vector ）シンセシス方式として搭載されている。なおシーケンシャル・サーキットの創業者であるデイヴ・スミスは同機の開発にアドバイザーとして参加している。またヤマハからもSY35、SY22、TG33が発売されている。